# Yucca filifera

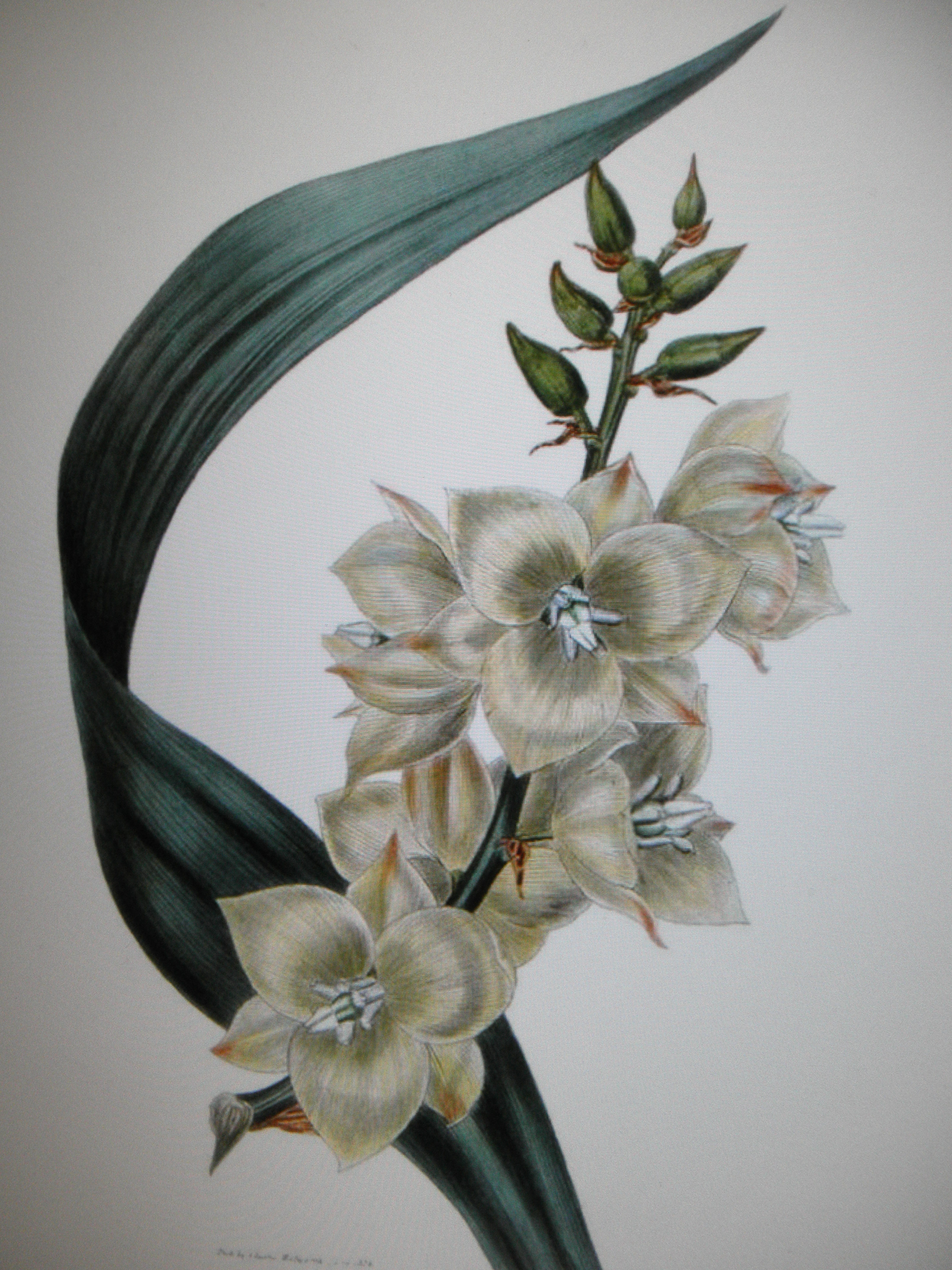
Il·lustració

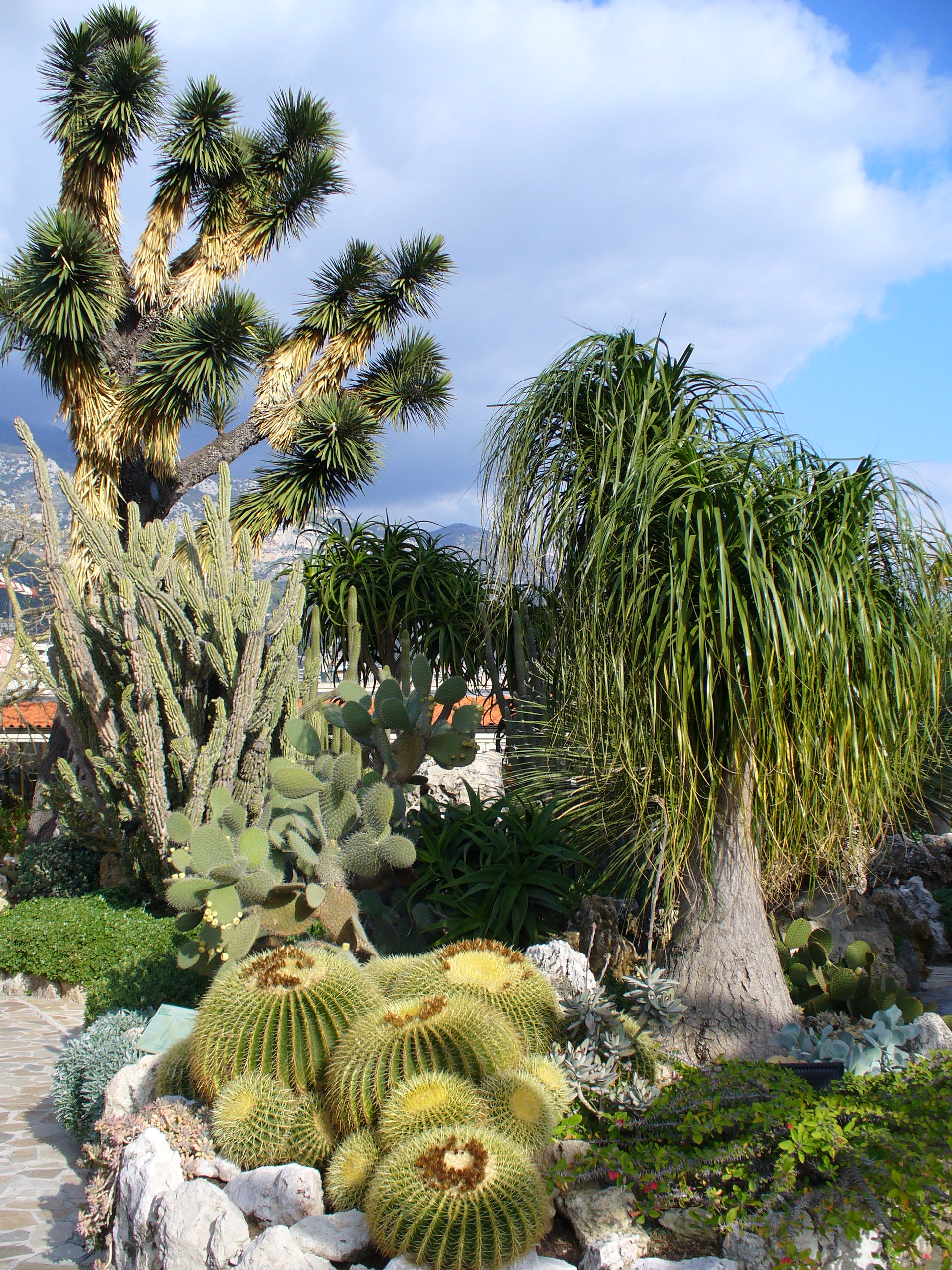
Vista de la planta

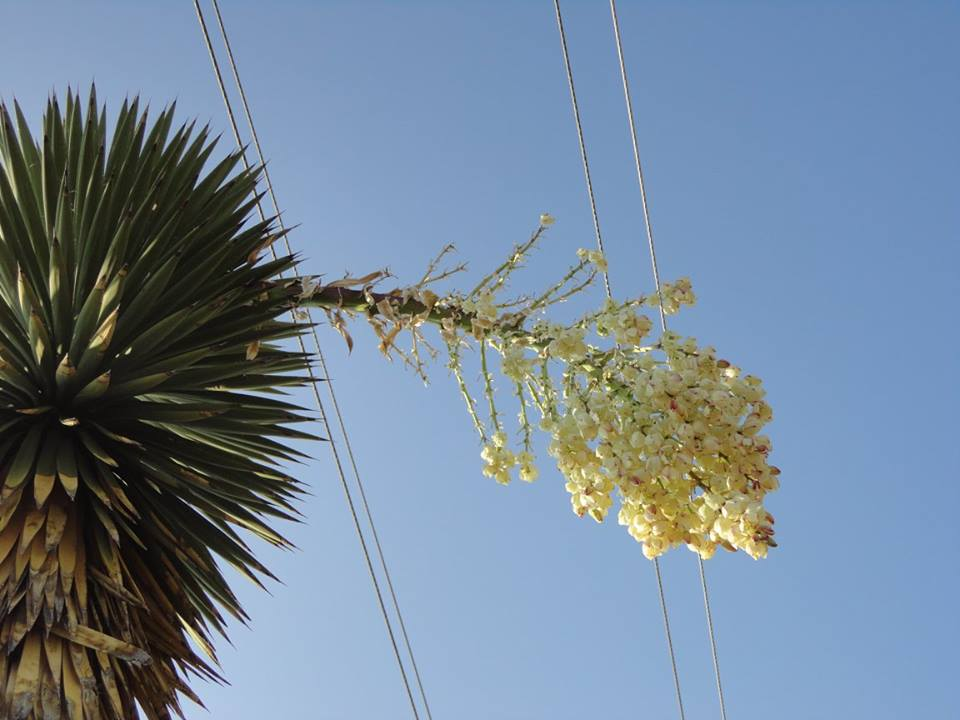
Inflorescència

Yucca filifera és una espècie de planta arborescent de la família de les asparagàcies.

## Descripció
Arriba a mesurar fins a més de 10 m d'alçada, molt ramificada (plantes velles) amb fins a 40 branques. Fulles de fins a 55 cm × 3,6 cm; linears oblanceolades, constretes prop de la base, rígides, generalment aspres en ambdues superfícies; amb nombrosos filaments espiralats de color blanc, fàcilment trencadissos que són més notables en les fulles joves.
Floreix de finals d'abril a finals de maig. Les Yucca tenen la capacitat de reproduir-se sexualment, o sigui per llavors, i vegetativament per brots en el mateix arbre. La seva pol·linització és possible mitjançant la intervenció d'una petita papallona (la tegeticula). La larva es desenvolupa a l'interior dels fruits i l'adult diposita els seus ous a l'ovari de les flors, transportant així el pol·len des de les anteres a l'estigma.
Els percentatges de germinació de les llavors a la majoria de les espècies oscil·len entre 60% i 80%. No obstant, la viabilitat només aconsegueix un 48%. En general el creixement de les plàntules és lent; al principi aquestes es confonen amb algunes gramínies, després adquireixen la forma d'una planta suculenta; les fulles embrionàries duren almenys un any. Aquestes són pèndules, usualment glauques, blau verdoses. En arribar als 4 o 6 mesos d'edat, les fulles embrionals comencen a ser reemplaçades per les fulles característiques de l'etapa adulta. És dels 18 mesos a 3 anys quan la planta està totalment proveïda amb aquest últim tipus de fulles.

## Distribució i hàbitat
Aquesta espècie es troba a Mèxic, on es distribueix pels estats de Coahuila, Nuevo León, Zacatecas, San Luis Potosí, Tamaulipas, Guanajuato, Querétaro, Hidalgo, Michoacán i Mèxic. Habita a planes amb sòls profunds, ben drenats o amb deficient drenatge (conques endorreiques); amb altituds entre 500 i 2.400 msnm. Forma part de l'estrat arbori, principalment al matollar desèrtic.

## Taxonomia
Yucca filifera va ser descrita per J. Benjamin Chabaud i publicada a Revue Horticole 48: 432, f. 97, l'any 1876.

### Etimologia
- Yucca: nom genèric que va ser nomenat per Linné i que deriva per error de la paraula taína: yuca (escrita amb una sola "c").[2]
- filifera: epítet llatí que significa "amb fils".[3]

### Sinonímia
- Yucca baccata var. filifera (Chabaud) Schelle
- Yucca canaliculata var. filifera (Chabaud) Fenzl[4]